# Partido Socialista Brasileiro (1932)
O Partido Socialista Brasileiro foi um partido político de esquerda ativo entre os anos de 1932 até a sua dissolução por intermédio da fundação do Estado Novo, no dia 10 de novembro de 1937. Participou, em 1934 da Batalha da Praça da Sé, onde o PSB, e outros movimentos, entraram em conflito com membros da Ação Integralista Brasileira.

## História partidária
O Partido Socialista Brasileiro foi fundado no Rio de Janeiro no final de novembro 1932, durante a realização do I Congresso Nacional Revolucionário, com o objetivo de unificar as diversas correntes fiéis à Revolução de 1930 em torno de um programa comum. Foi extinto por decreto junto com os demais partidos políticos do país em 2 de dezembro de 1937, após a instalação do Estado Novo.
O I Congresso Revolucionário, que contou com a presença de vários interventores e delegados de organizações revolucionárias de todo o país, foi articulado pela Legião Cívica 5 de Julho, a Legião Paranaense, a Ação Integralista Brasileira (que se retirou antes do final da reunião), o Partido Popular Paulista e o Partido Liberal Socialista (ambos de São Paulo), e o Clube 3 de Outubro, o mais expressivo núcleo do tenentismo após 1930.
A formação do PSB não significou a dissolução de nenhuma dessas organizações, que continuaram a manter vida própria.
A primeira comissão executiva do novo partido, foi presidida por Pedro Ernesto Baptista, interventor no Rio de Janeiro, e integrada pelo major Juarez Távora, o coronel Filipe Moreira Lima, o capitão Carlos Amoreti Osório, Castro Afilhado, Francisco Giraldes e Ilca Labarte. Participaram também do ato de fundação do PSB) (1932-1937) alguns representantes de Miguel Costa, líder tenentista da Legião Revolucionária de São Paulo, entre os quais: Maurício Goulart, Oscar Pedroso Horta, Rodrigo Duque Estrada e Carlos Castilho Cabral. Este último, organizaria o novo partido em São Paulo.
Segundo Juarez Távora, o PSB resultou da “tendência à radicalização socialista que foi se acentuando até o fim do Congresso Revolucionário” de 1932. A proposta de socialismo defendida pelos fundadores do PSB era tachada como “socialismo róseo”, na medida em que pregava a organização e a harmonia entre empregados e empregadores.
Em seu programa, o partido defendia:
- o regime republicano federativo;
- a eleição indireta para presidência da República;
- uma câmara sindical composta de 2/5 de representação proletária, 2/5 de representação patronal e 1/5 de representação profissional liberal;
- a centralização da defesa nacional;
- a federalização das polícias estaduais;
- a outorga ao eleitorado do direito de cassar o mandato de seus governantes;
- a liberdade de imprensa;
- a liberdade de culto;
- o estabelecimento do divórcio a vínculo;
- a manutenção do estado leigo;
- a sindicalização;
- a jornada máxima de oito horas de trabalho;
- o salário mínimo, o salário feminino e o salário de menores;
- a promulgação de leis referentes a acidentes de trabalho, férias e repouso semanal remunerado;
- a implantação de uma justiça do trabalho sumária e gratuita;
- o ensino primário gratuito e obrigatório;
- a nacionalização das quedas-d’água e das jazidas minerais;
- o estímulo às cooperativas de produção agrícola, extrativa e manufatureira, principalmente para a colocação dos produtos nos mercados internos e externos;
- reformulação do Banco do Brasil, com a criação do crédito agrícola e hipotecário;
- o estímulo ao desenvolvimento da siderurgia e a exploração das minas, do petróleo etc.

Depois do Congresso que ocorreu no Rio de Janeiro, foram fundados núcleos do PSB (1932-1937) em vários Estados: Amazonas, Ceará, Maranhão, Pernambuco, Piauí e São Paulo. O principal objetivo era lançar candidatos à Constituinte de 1934, cujas eleições estavam previstas para maio de 1933. Esses núcleos tinham bastante autonomia entre si, em um momento em que os partidos políticos costumavam ter um caráter local.
No princípio de março de 1933, o PSB, assim como inúmeros partidos estaduais, decidiu filiar-se à União Cívica Nacional, visando à maior aproximação dos elementos revolucionários de todos os estados para a formação de um grande partido nacional. Articulada entre outros por Osvaldo e Luís Aranha, Juarez Távora e Afrânio de Melo Franco, a União Cívica reunia vários líderes políticos em torno de um programa doutrinário mínimo a ser defendido na Assembleia Nacional Constituinte de 1934, que seria eleita em maio de 1933.
No dia 18 de março de 1933, foi eleita a nova diretoria do PSB (1932-1937): Augusto Cordeiro de Melo (presidente), Amoaci Niemeyer (vice-presidente), Alceu Dantas Maciel (secretário-geral), Soares Dutra (primeiro-secretário), Osvaldo Rizo (segundo-secretário), Júlio Magno da Silva (terceiro-secretário) e Manuel Salomão Viana (tesoureiro).
Em 19 de abril de 1933, em assembleia geral realizada no Rio de Janeiro com o comparecimento de todos os diretores locais, o PSB (1932-1937) indicou seus candidatos à Constituinte, pelo Estado do Rio de Janeiro: Ilca Labarte, Augusto Cordeiro de Melo, o coronel Filipe Moreira Lima, Amoaci Niemeyer, o comandante Augusto do Amaral Peixoto, Alberto Orlando, Abelardo Marinho e o capitão Napoleão de Alencastro Guimarães.
Em 1935, a direção do PSB, formada por Pedro da Cunha, Herculino Cascardo, Nestor Peixoto, Isac Isaacson, Alcântara Gomes e Reis Perdigão, publicou uma nota declarando sua adesão à Aliança Nacional Libertadora (ANL), naquilo em que os pontos de seus programas coincidissem.
Maioria dos quadros do PSB (1932-1937) ingressaram na ANL.
Em 1937, com a decretação do Estado Novo, o PSB (1932-1937) foi formalmente extinto.

## Em São Paulo
O Partido Socialista Brasileiro de São Paulo (PSB-SP) se constituiu em torno da figura do interventor no Estado de São Paulo, o general Waldomiro Castilho de Lima, e também do ex-interventor João Lins de Barros.
Entre 5 a 7 de fevereiro de 1933, ocorreu seu Congresso de Fundação, na sede do Clube Republicano Português, com a presença de membros dos Diretórios da Capital e de 187 representantes do Interior.
Foram aprovados os estatutos e escolhida a direção, formada por: Paulo Tacla, Clóvis da Nóbrega, Olympio Ferraz de Carvalho, Athos Ribeiro e Carlos Vianna Ferreira.
Foi aprovado um programa de governo para o Estado de São Paulo com caráter tenentista, com características corporativistas oriundas do fascismo italiano.
Foi aprovado um programa de 28 pontos, que repetia quase todos os pontos do Programa aprovado no Rio de Janeiro, e incluía outros pontos, tais como:
- poder legislativo constituído em uma Câmara una, composta por 2/3 de representação política e 1/3 de representação de classe;
- reorganização dos municípios, que seriam geridos por uma câmara política e um poder executivo, eleitos pelo sufrágio direto, e controlados por um Conselho Estadual;
- supressão de impostos interestaduais e intermunicipais;
- revisão das tarifas alfandegárias a fim de estimular as indústrias que tenham possibilidade de desenvolvimento;
- redução de impostos sobre artigos de primeira necessidade;
- reorganização das atividades e racionalização dos métodos de produção agrícola e industrial;
- com relação às classes operárias: adotar uma política inspirada na solidariedade ativa entre as classes, com o objetivo de

estabelecer a justiça na produção e na repartição das riquezas;
- instituição de um sistema completo de educação em todos os níveis.

No dia 5 de abril de 1933, representantes dos sindicatos de tecelões, da construção civil, sapateiros e metalúrgicos da Capital e tecelões, metalúrgicos e profissionais em madeiras de São Bernardo do Campo publicaram um manifesto de apoio às candidaturas de Joaquim Cândido de Azevedo, Luiz Parigot, Zoroastro de Gouveia, capitão Stoll Nogueira, Paulo Tacla, Frederico Lacerda Werneck e Pedro Theodoro da Cunha.
No dia 20 de abril, foi realizada, no Teatro Municipal de São Paulo, a Convenção para a escolha dos candidatos do PSB (1932-1937) em São Paulo para a Assembleia Constituinte de 1934. Na ocasião, foi aprovado um manifesto que tinha o seguinte trecho:
| “ | O Partido Socialista lutará pela sindicalização das classes; pela arbitragem justa entre patrões e empregados; pelo direito que tem o operário a uma vida confortável e sustento na sua velhice honrada; pela educação superior gratuita para os que mostrarem capacidade no estudo elementar; pelo cooperativismo e pelas caixas de pensões para todos que vivem de salário; o Socialismo é a justa distribuição de lucros entre o braço e o capital; o Socialismo é o meio de evitar o comunismo e suas tristes consequências; o Socialismo é em favor do divórcio para moralização da sociedade; o Socialismo é a prática dos ensinos de Cristo sobre o amor ao próximo e fraternidade universal; o Socialismo é pela completa separação entre a Igreja e o Estado; o Socialismo é contra a guerra. | ” |

A campanha eleitoral ocorreu por meio de caravanas pelo Interior do Estado, nas quais grupos de candidatos se deslocavam a todas as cidades possíveis, levando as propostas do partido. Além disso, houve campanha por meio Rádio Educadora Paulista.
Até 3 de maio de 1933, data das eleições, foram criados diretórios em 187 municípios dos 255 municípios (73,3%), então existentes no Estado de São Paulo.
Apesar do envolvimento do apoio da a máquina do governo estadual, o partido conquistou apenas 35.289 (13,48%), desse modo, conquistou 3 das 22 vagas em disputa. Os três deputados eleitos pelo PSB-SP à Constituinte foram:
- o pastor metodista Guaracy Silveira, com 40.007 votos;
- o advogado Zoroastro Gouveia, com 38.571 votos; e
- o agrônomo Frederico Virmond Lacerda Werneck, com 38.509 votos.

Na época, o varguismo tinha duas legendas em São Paulo, o PSB, que buscava o eleitorado de esquerda e o Partido da Lavoura, que buscava o eleitorado mais conservador e conquistou apenas duas cadeiras. Enquanto que as outras 17 cadeiras foram conquistas por oponentes do varguismo. Sendo o pior resultado do varguismo em todos os Estados do Brasil.
Nesse contexto, houve um abandono do partido pelo oficialismo que levou a um esvaziamento e, também, à ascensão de lideranças com maior identificação pelo socialismo.
Desse modo, entre 10 e 12 de janeiro de 1934, foi realizado um congresso na sede da Associação dos Empregados no Comércio de São
Paulo, no qual o PSB-SP passou a se reivindicar como partido marxista da variante social-democrata e aprovou:
- a filiação à Segunda Internacional;
- a expulsão do deputado Guaracy Silveira; e
- uma moção de censura ao deputado Lacerda Werneck.

Nesse Congresso, foi eleita uma nova direção, composta por: Carmelo Sigismundo Crispino, Waldemar Belfort Mattos, Zoroastro Gouveia, Francisco Frola, Deodoro Pinheiro Machado, João Cabanas, Domingos Petti, Hildeberto Martins Queiroz, Pedro de Alcântara Tocci, Francisco Giraldes Filho e Arcanjo Martins.